# Padarama
Padarama is een bestuurslaag in het regentschap Kuningan van de provincie West-Java, Indonesië. Padarama telt 1608 inwoners (volkstelling 2010).